# 青の向こうにその恋を投げてしまおう/夏嵐の夜
「青の向こうにその恋を投げてしまおう/夏嵐の夜」は甲斐名都の3枚目のシングルである。2007年8月8日発売。発売元は力塾ファクトリー。

## 解説
- 翌週発売の1stフルアルバム『ナミダの成分』からの先行シングル。両曲ともアルバムに収録されている。
- 甲斐名都の作品としては初めてInstrumentalが収録されている。

## 収録曲
1. 青の向こうにその恋を投げてしまおう
  - 作詞・作曲：甲斐名都／編曲：皆川真人
  - TBS系『CDTV』2007年8月度エンディングテーマ
2. 夏嵐の夜
  - 作詞・作曲：甲斐名都／編曲：皆川真人
  - グリコ『ポッキー』スペースシャワーTVヴァージョンCFイメージソング
  - スペースシャワーTV2007年8月度POWER PUSH選出曲
  - テレビ西日本『ちかっぱ!』エンディングテーマ
  - 毎日放送『麒麟の部屋』2007年9月度エンディングテーマ
3. 青の向こうにその恋を投げてしまおう(instrumental)